# Allium nigrum
Allium nigrum är en amaryllisväxtart som beskrevs av Carl von Linné. Allium nigrum ingår i släktet lökar, och familjen amaryllisväxter. Inga underarter finns listade i Catalogue of Life.
Artens utbredningsområde är kring östra Medelhavet.

## Bilder

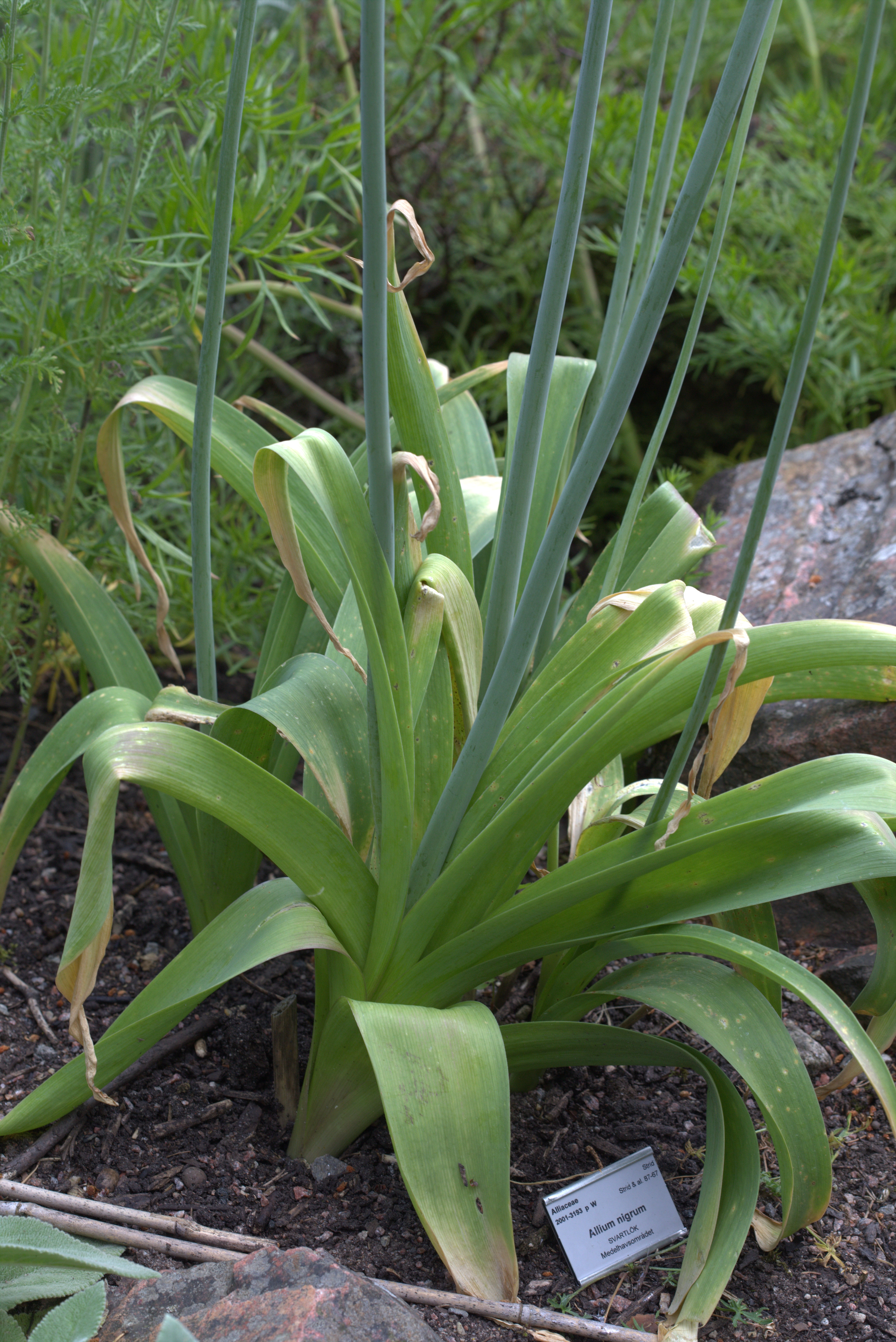
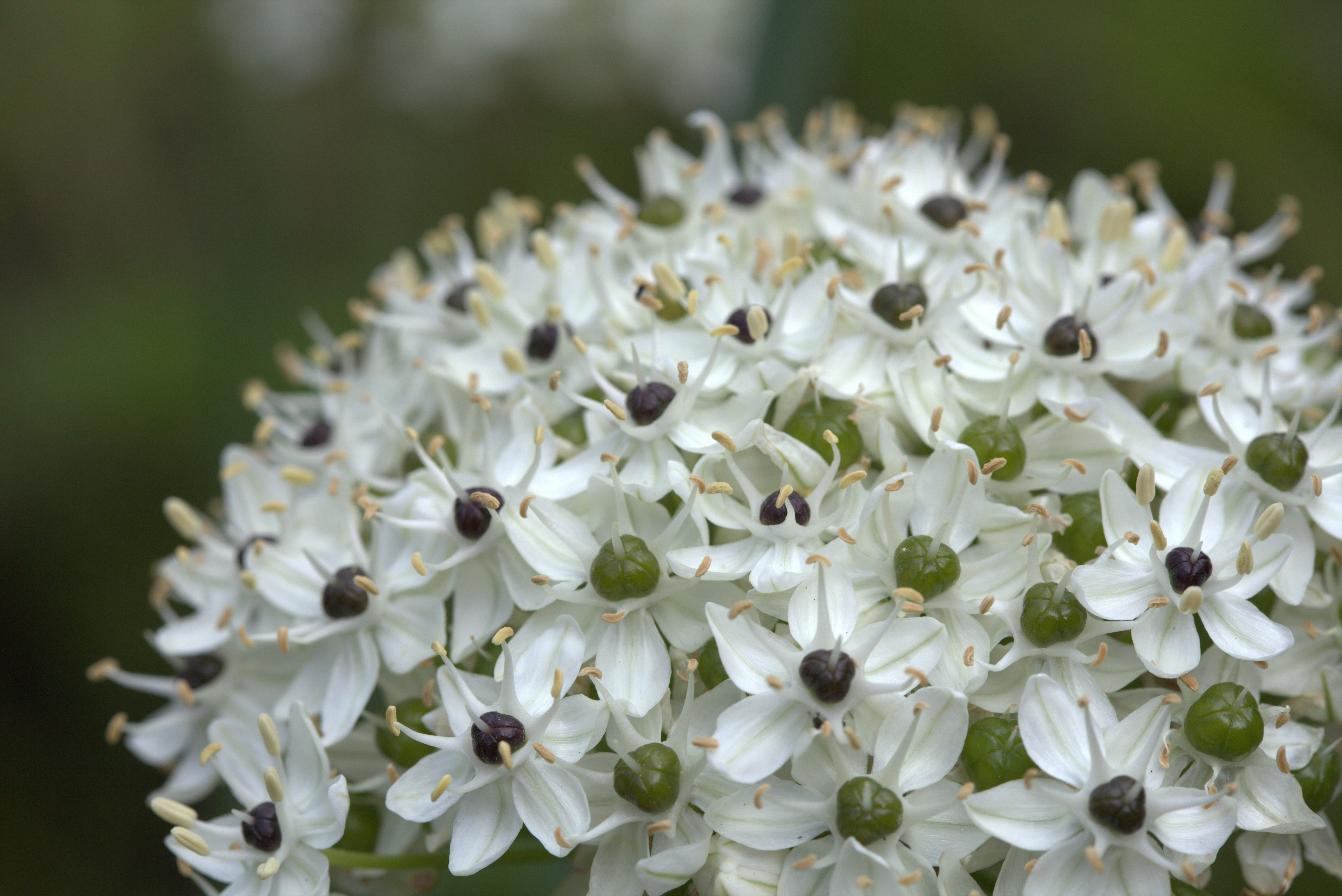
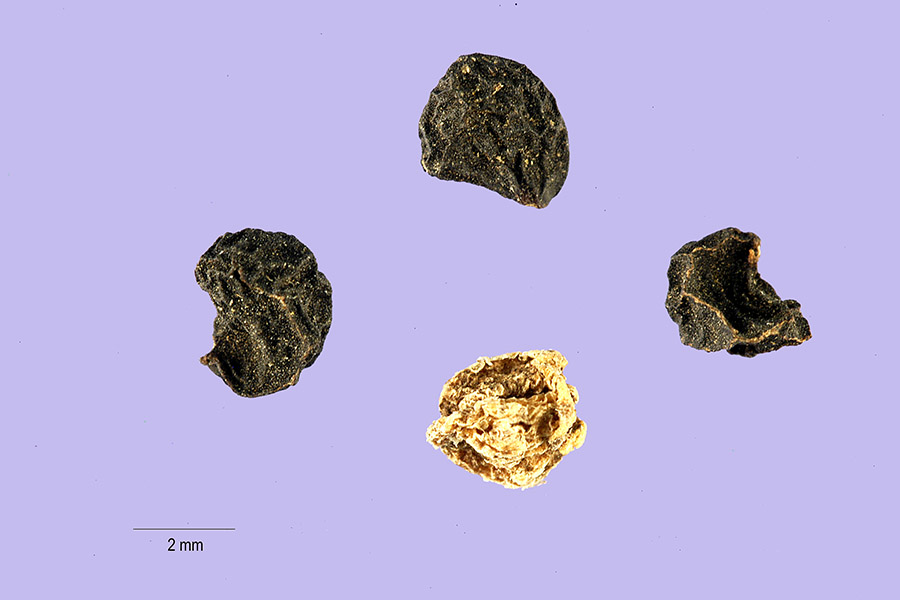
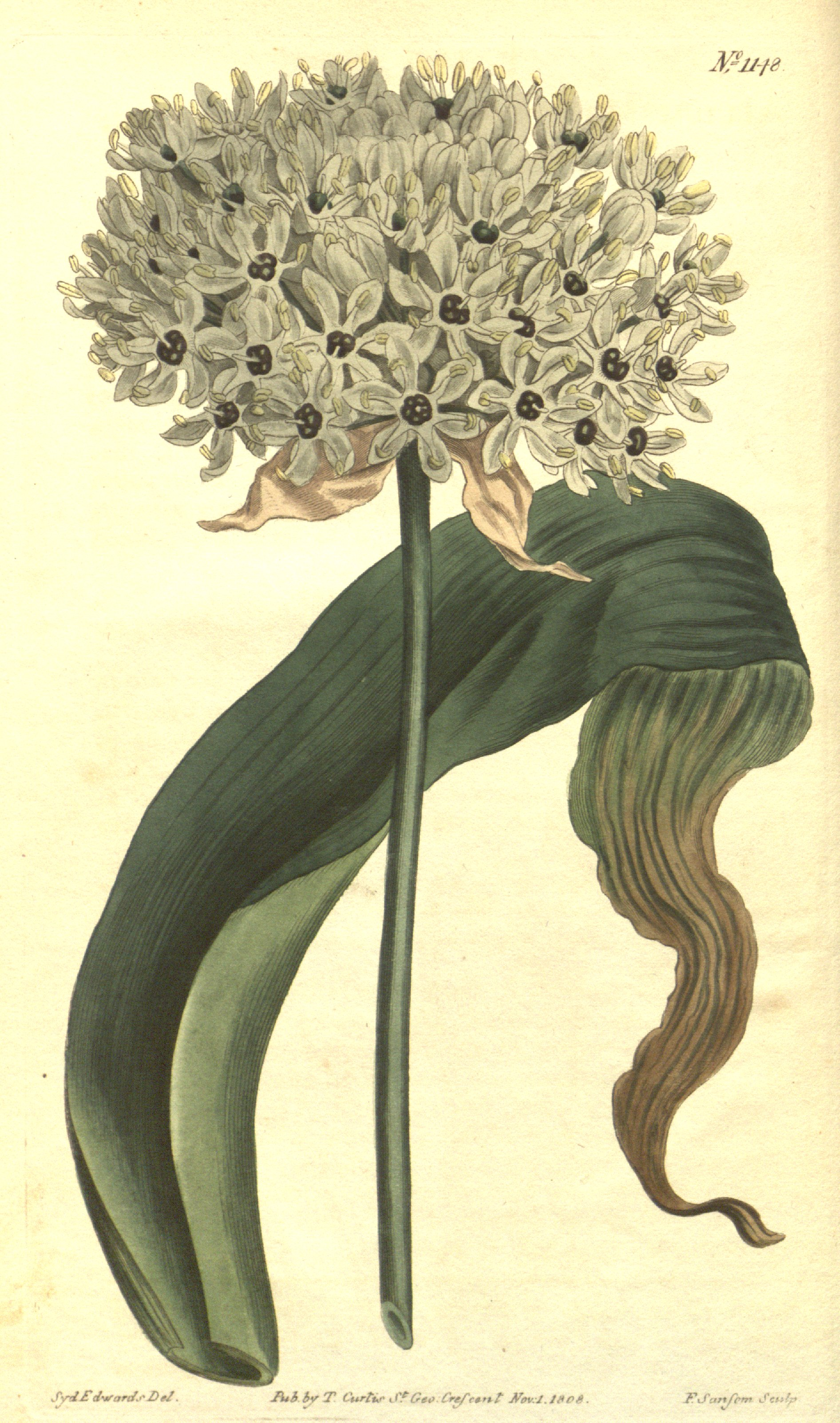